# 聖安東尼瀑布

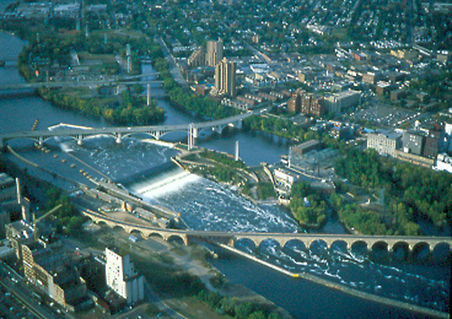

聖安東尼瀑布（英語：Saint Anthony Falls）是位於美國明尼蘇達州城市明尼阿波利斯西北的一座瀑布，也是密西西比河上游唯一的一座大型天然瀑布。聖安東尼瀑布提供的水力資源也是明尼阿波利斯發展的源頭。